# Friedrich-Franz-III.-Denkmal

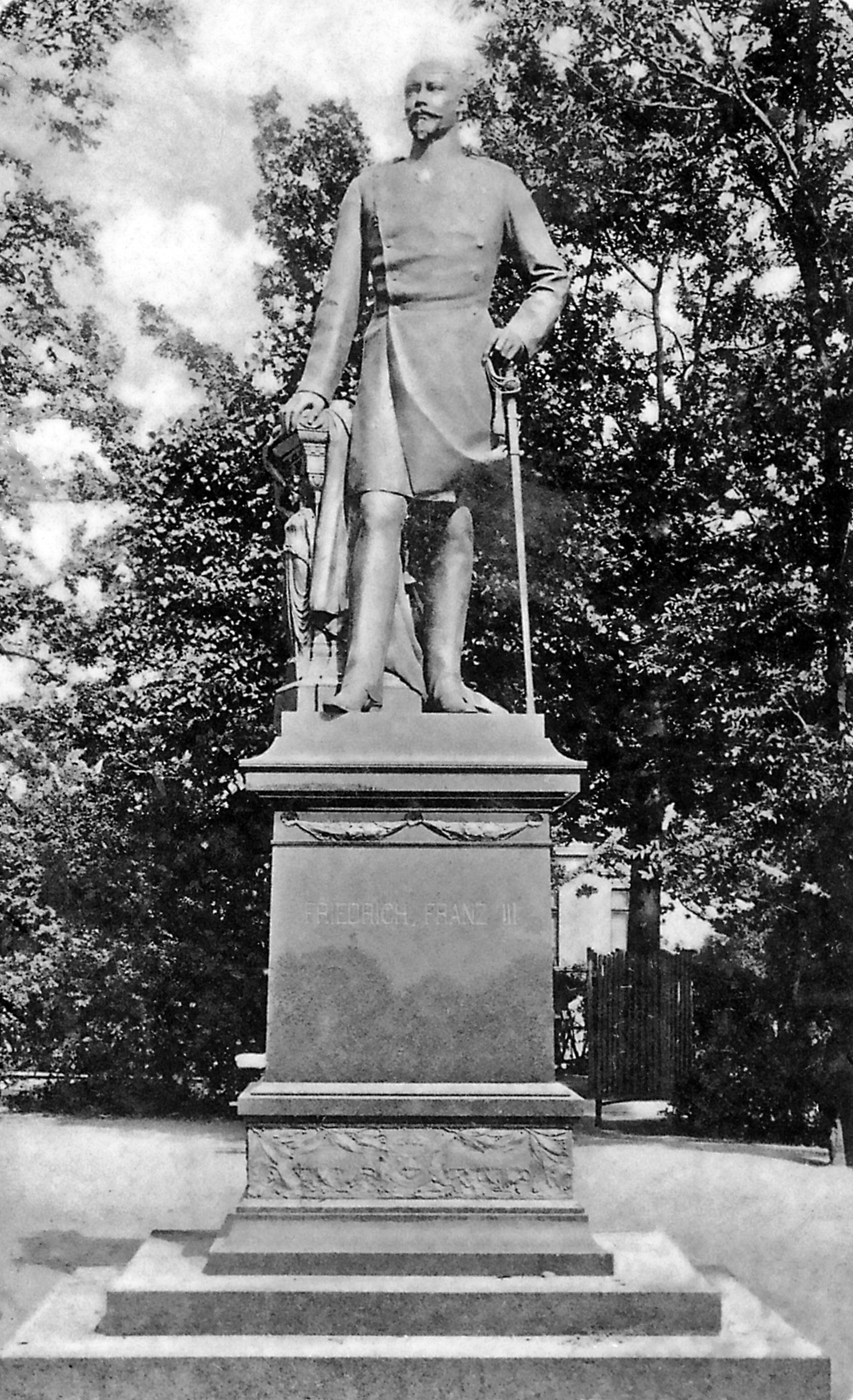
Zeitgenössische Ansichtskarte vom Denkmal

Das Friedrich-Franz-III.-Denkmal in Rostock wurde nach einem Entwurf des Bildhauers Wilhelm Wandschneider errichtet und 1901 enthüllt. Es ist nicht erhalten.

## Beschreibung
Das Denkmal zeigt das bronzene Standbild des groß gewachsenen, ungewöhnlich schlanken Großherzogs Friedrich Franz III. von Mecklenburg-Schwerin. Der in geschlossenem Uniformmantel Dargestellte stützt sich mit der rechten Hand auf ein leicht hinter ihm stehendes verziertes Podest, das an der Außenseite eine Frauenfigur zeigt, anscheinend die sich bekrönende Personifikation des Landes Mecklenburg (Megalopolis). Die Linke fasst leicht angewinkelt an den umgeschnallten Pallasch. Das rechte Bein ist im Kontrapost leicht vorangestellt, der Blick ist über den Betrachter hinweg leicht  nach rechts gerichtet. Der Sockel aus poliertem rotem Granit trägt auf der Vorderseite nur die Inschrift „FRIEDRICH FRANZ III.“ Nach unten hin ist der Sockel  von einem 28 cm hohen Bronzerelief umgeben. Zwischen Lorbeer- und Eichenlaub waren eine Reihe von Wappen eingearbeitet: (vorn) der Wahlspruch des Fürstenhauses „Per aspera ad astra“ und das Wappen von Mecklenburg-Schwerin, (links) die Wappen der Grafschaft Schwerin und des Fürstenhauses Werle, (hinten) die Wappen des Bistums Schwerin und des Fürstentums Ratzeburg, (rechts) die Wappen der Herrschaft Stargard und der Herrschaft Rostock. Die Gesamthöhe betrug etwas mehr als  fünf Meter, von denen knapp 2,70 Meter (1½-fache Lebensgröße) auf das Bronzestandbild entfielen.

## Geschichte
Unter bis heute weitgehend ungeklärten Umständen starb der seit 1883 regierende, asthma- und herzkranke Großherzog Friedrich Franz III. am 10. April 1897 durch einen Sturz in Cannes. Nach einem ersten Spendenaufruf vom August 1897 bewarben sich mehrere Bildhauer um die Ausführung des Denkmals, u. a. die drei geborenen Mecklenburger Wilhelm Wandschneider, Hugo Berwald und Ludwig Brunow. Letzterer zog seine Bewerbung zurück, nachdem er den Auftrag für ein Kaiser-Wilhelm-Denkmal für Erfurt erhalten hatte.
Obwohl Hugo Berwald ein Protegé der Witwe des Großherzogs war, konnte Wilhelm Wandschneider mit zwei von ihm vorgelegten Entwürfen das Denkmalskomitee überzeugen und erhielt den Auftrag. Im April 1899 legte der Künstler seine Hilfsmodelle im Maßstab von 1:3 zur Genehmigung vor, im August bestimmte das Komitee Wandschneiders Entwurf vorbehaltlich einiger kleinerer Änderungen zur Ausführung.
Der Bronzeguss des Standbildes und des Relieffrieses erfolgte in der Kunstgießerei Lauchhammer, den Sockel fertigte die für zahlreiche derartige Arbeiten bekannte Berliner Firma Kessel & Röhl. Die Gesamtkosten betrugen 31.000 Mark.

## Enthüllung

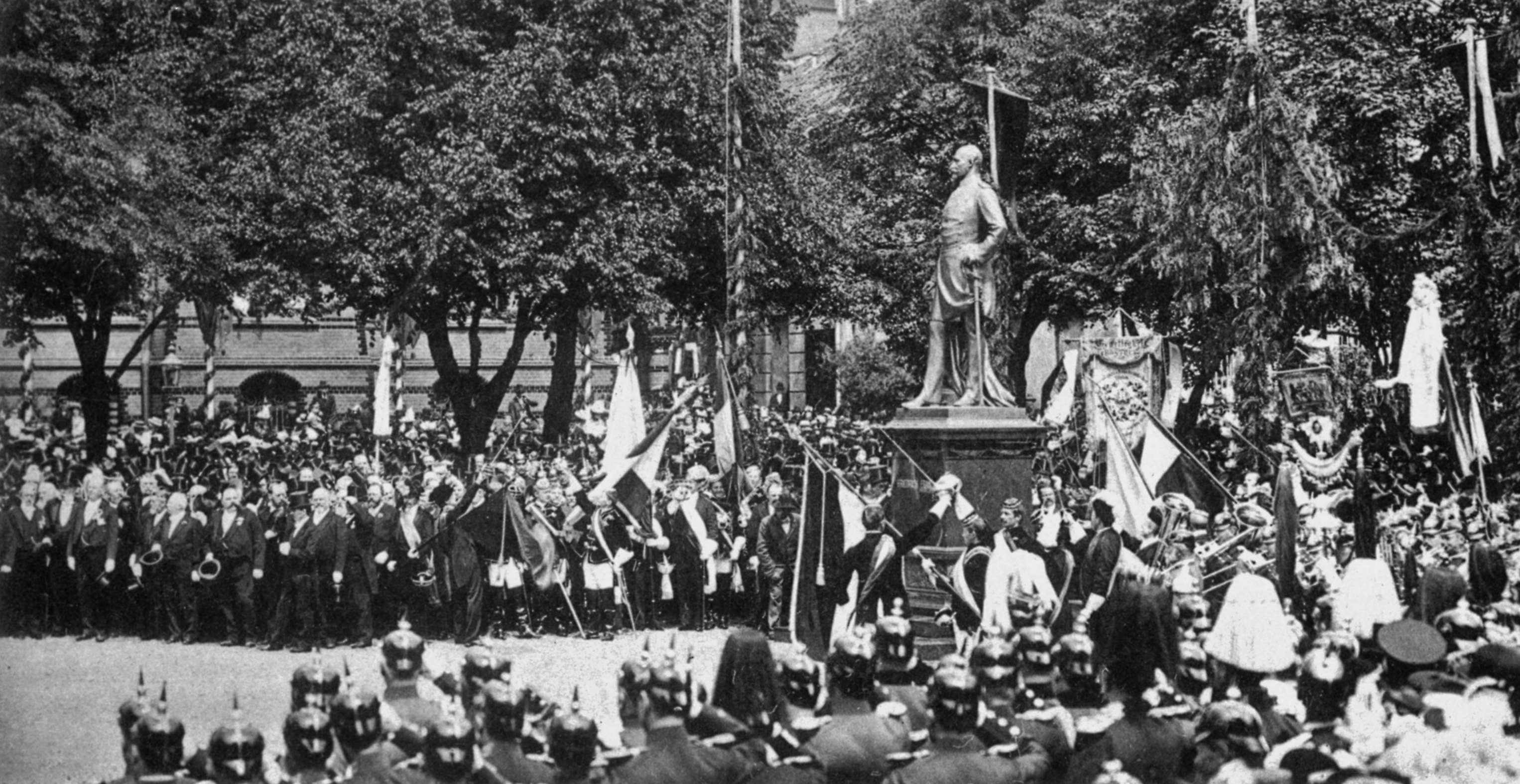
Enthüllungsfeier

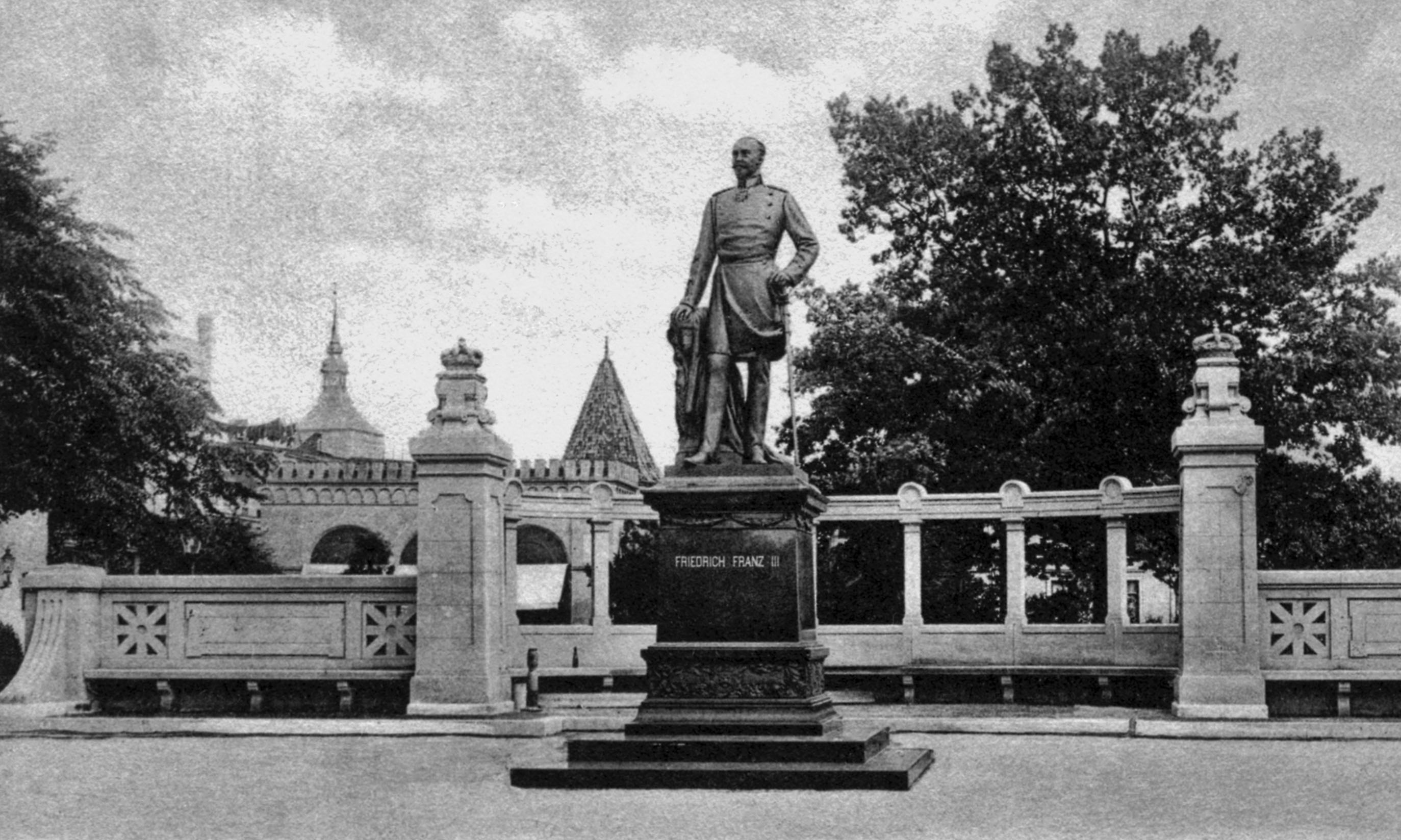
Denkmalplatz 1903

Zur Vorbereitung der Aufstellung des Denkmals musste das seit 1885 an demselben Standort im Rosengarten vor dem Ständehaus stehende Denkmal mit der Bronzebüste des Afrikaforschers  Paul Pogge an einen anderen Standort versetzt werden. Das Denkmal des Großherzogs Friedrich Franz III., das erste eines Landesfürsten in der Hansestadt, wurde am 19. Juni 1901 feierlich enthüllt. Zu den Feierlichkeiten fanden sich zahlreiche Gäste ein, darunter die führenden Mitglieder der großherzoglichen Familie, voran der erst seit April 1901 regierende Großherzog Friedrich Franz IV., seine Großmutter, die Großherzoginwitwe Marie und  seine Mutter Großherzoginwitwe Anastasia, des Weiteren Herzog Paul Friedrich mit Gemahlin Maria, Herzog Adolf Friedrich und Prinz Christian von Dänemark mit Gemahlin Alexandrine.
Bildhauer Wandschneider erhielt anlässlich der Enthüllungsfeier seine erste große Auszeichnung, die „Verdienstmedaille für Kunst und Wissenschaft“ des Großherzogtums Mecklenburg-Schwerin in Gold verliehen.
Die Wochen nach der Enthüllungsfeier standen ganz im Zeichen einer weiteren gärtnerischen Gestaltung der Denkmalsanlage im Rosengarten nahe dem Steintor. Kurz nach der Weihe gab der Rostocker Architekt Alfred Krause (Büro Krause & Korff, Rostock) dem Denkmal eine architektonische Einfassung in Form einer Mauer mit steinernen Bänken.

## Verbleib

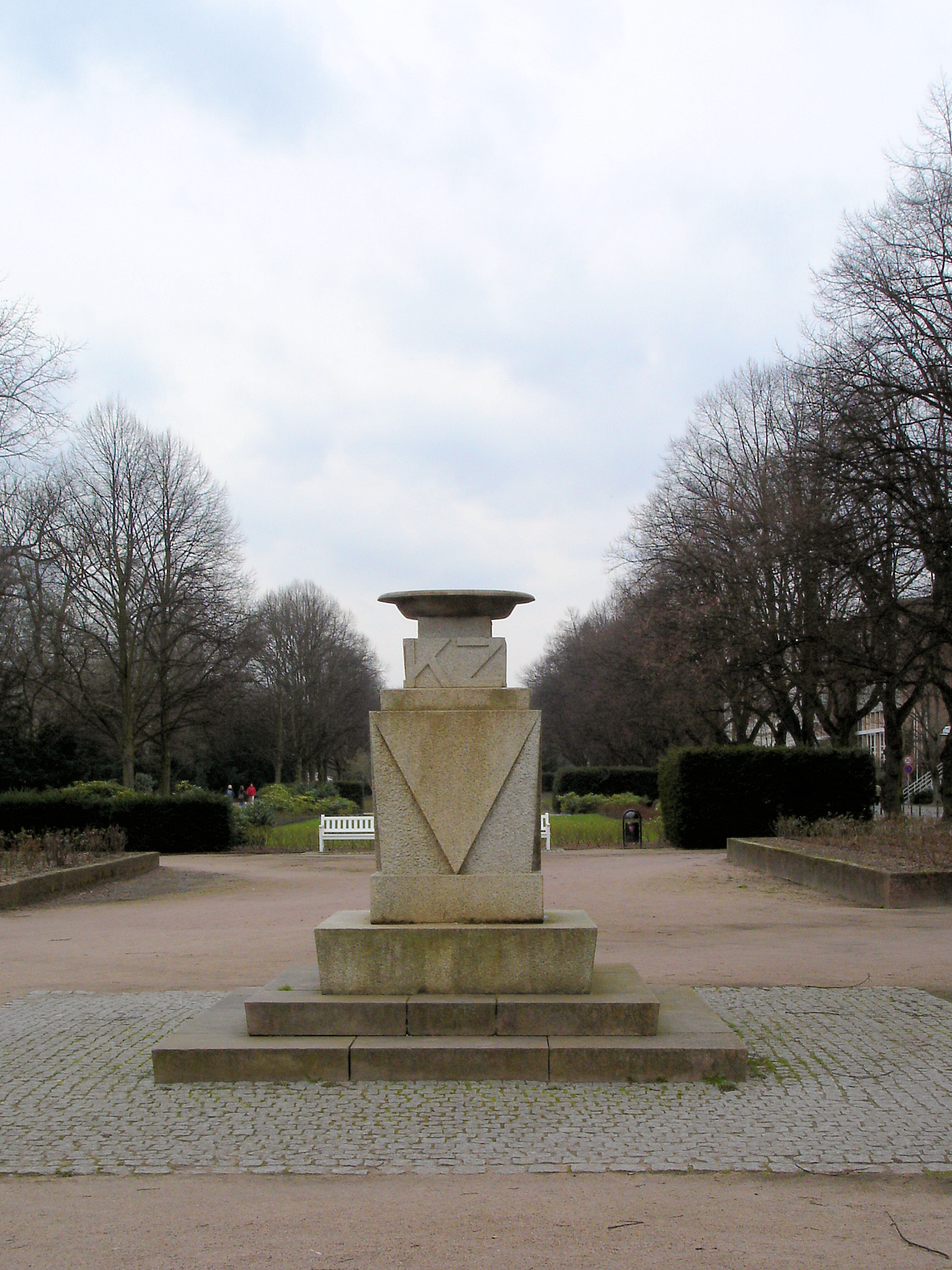
Der Platz des Denkmals heute (2008)

Zum Verbleib des Denkmals gibt es bislang nur Mutmaßungen. Die Annahme, die Plastik sei erst nach Kriegsende beseitigt worden, ist jedoch falsch. Tatsächlich soll das Denkmal bereits 1941 im Rahmen der Metallspende des deutschen Volkes demontiert und eingeschmolzen worden sein. Sicher verbürgt ist zumindest, dass der Architekt und Denkmalpfleger Adolf Friedrich Lorenz in seinem „Erachten über die denkmalpflegerischen Fragen für die Planung des Wiederaufbaues der Stadt Rostock“ vom 15. Januar 1945 eine architektonische Lösung vorschlug, um „den gärtnerischen Anlagen der Wallpromenade anstelle des beseitigten Friedrich-Franz-III.-Denkmals einen festen Abschluss zu geben.“ Der Sockel wurde nach Kriegsende auf das Betriebsgelände der Neptunwerft verbracht und dort erst in den 1970er Jahren von einem örtlichen Steinmetzbetrieb erworben und zu Grabsteinen verarbeitet. Auf den Stufen des Denkmals wurde 1947 das noch erhaltene OdF-Denkmal errichtet.